# Quartier du Centre (Bruxelles)
Pour les articles homonymes, voir Quartier Centre.
Le quartier du Centre (en néerlandais : Centrumwijk), le quartier Grand Place, ou le Centre historique de Bruxelles est le quartier au centre du Pentagone dans la ville de Bruxelles en Belgique. Il correspond en grande partie à l'intérieur de la première enceinte.

## Histoire
C’est au cœur du quartier de l’île Saint-Géry, formé par la Senne et sur lequel aurait été construit un premier donjon vers 979, qu’on situe l’origine de la ville. Aujourd’hui, le quartier autour des Halles Saint-Géry, ancien marché couvert, est l’un des quartiers branchés de la capitale. Le quartier du Centre conserve quelques vestiges de la première enceinte de Bruxelles du XIIIe siècle, qui englobait le premier port de Senne, la collégiale romane, remplacée ultérieurement par la cathédrale Saints-Michel-et-Gudule. Le château ducal du Coudenberg faisant partie du quartier Royal est parfois considéré comme faisant partie du quartier du Centre car il se trouvait au sein de la première enceinte contrairement au reste du quartier Royal comme le parc de Bruxelles, par exemple.
Au centre de ce triangle se trouvent la Grand-Place de Bruxelles, le quartier de l’Îlot Sacré (qui tire son nom de sa résistance aux projets de démolition), lui-même traversé par les galeries royales Saint-Hubert. On y trouve aussi le quartier Saint-Jacques qui accueillait les pèlerins en route vers Compostelle et le quartier de la Bourse, construit à l’emplacement d’un ancien couvent dont les vestiges ont été mis au jour.

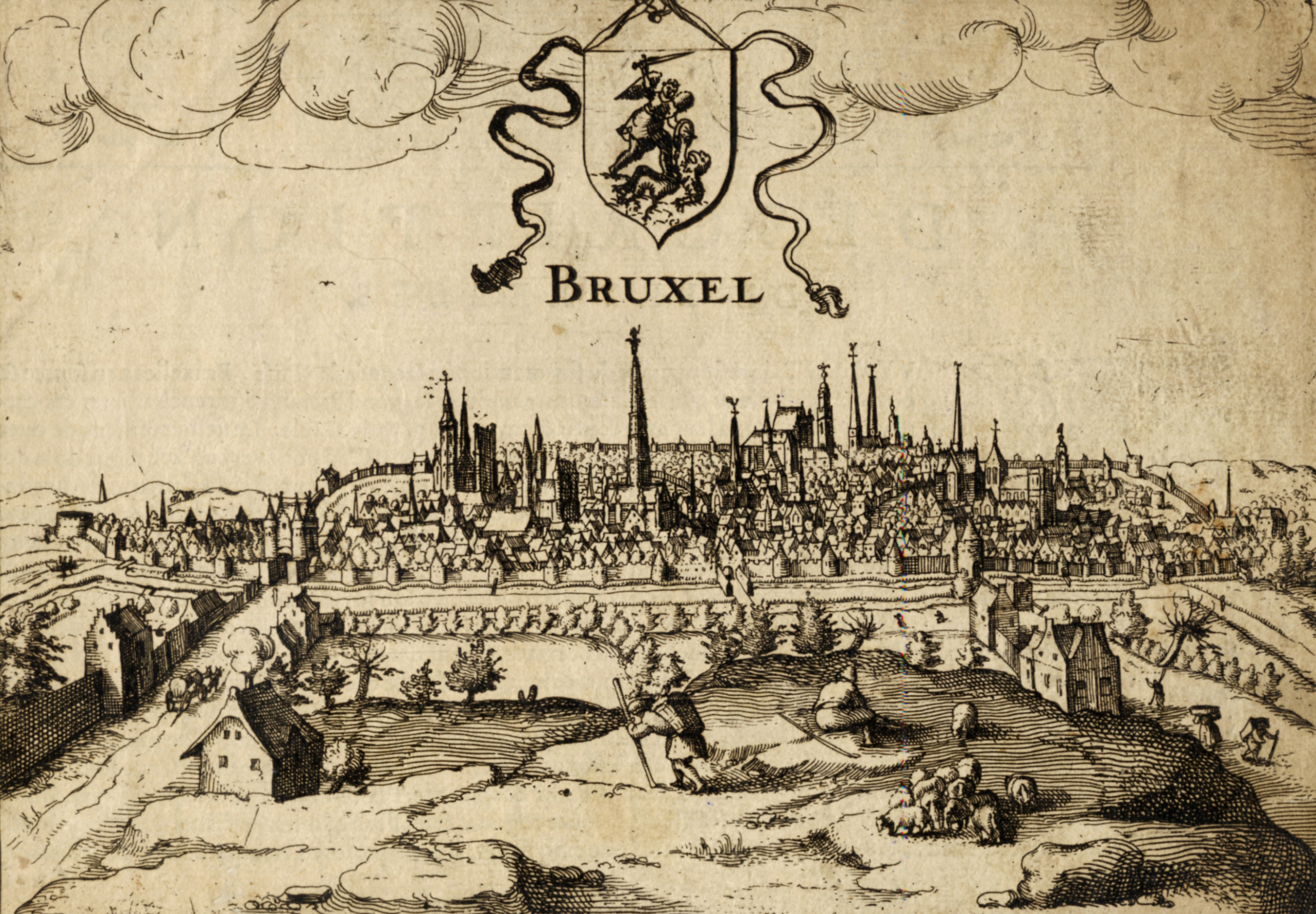
Gravure représentant Bruxelles (vers 1610).
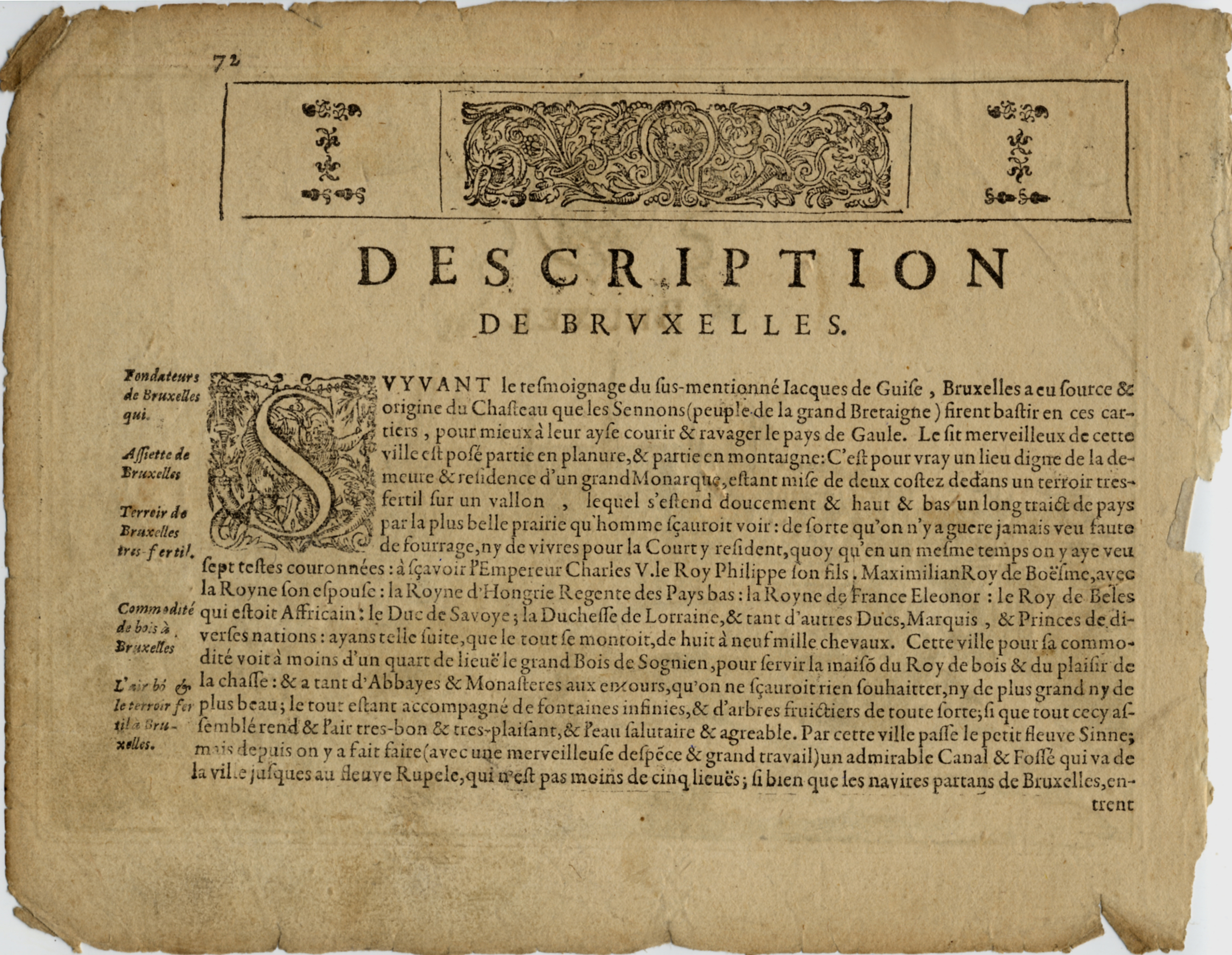
Description de Bruxelles dans un ouvrage paru vers 1610.
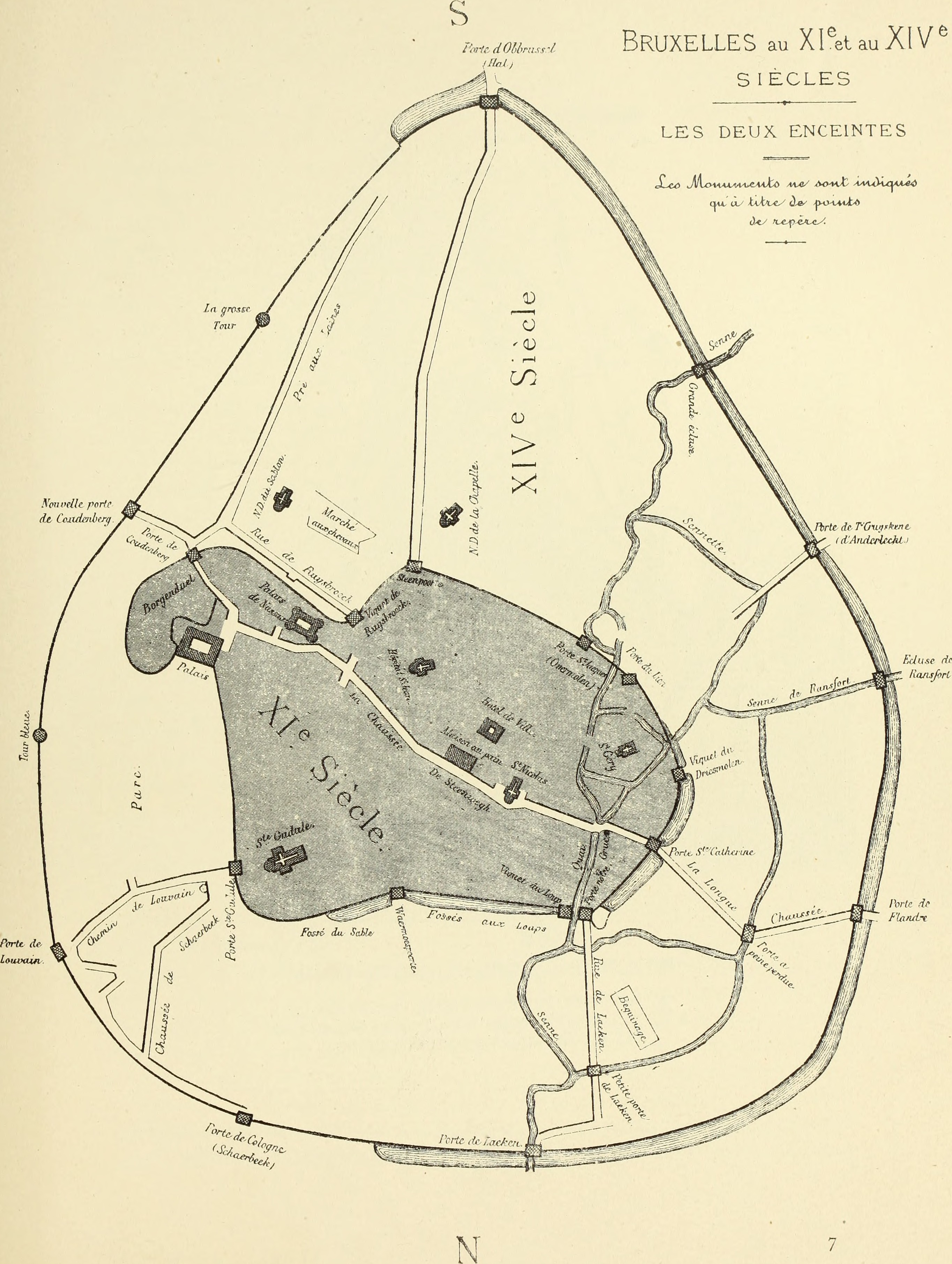
Plan de la première enceinte à l'intérieur du pentagone.

## Monuments
- La Grand-Place de Bruxelles

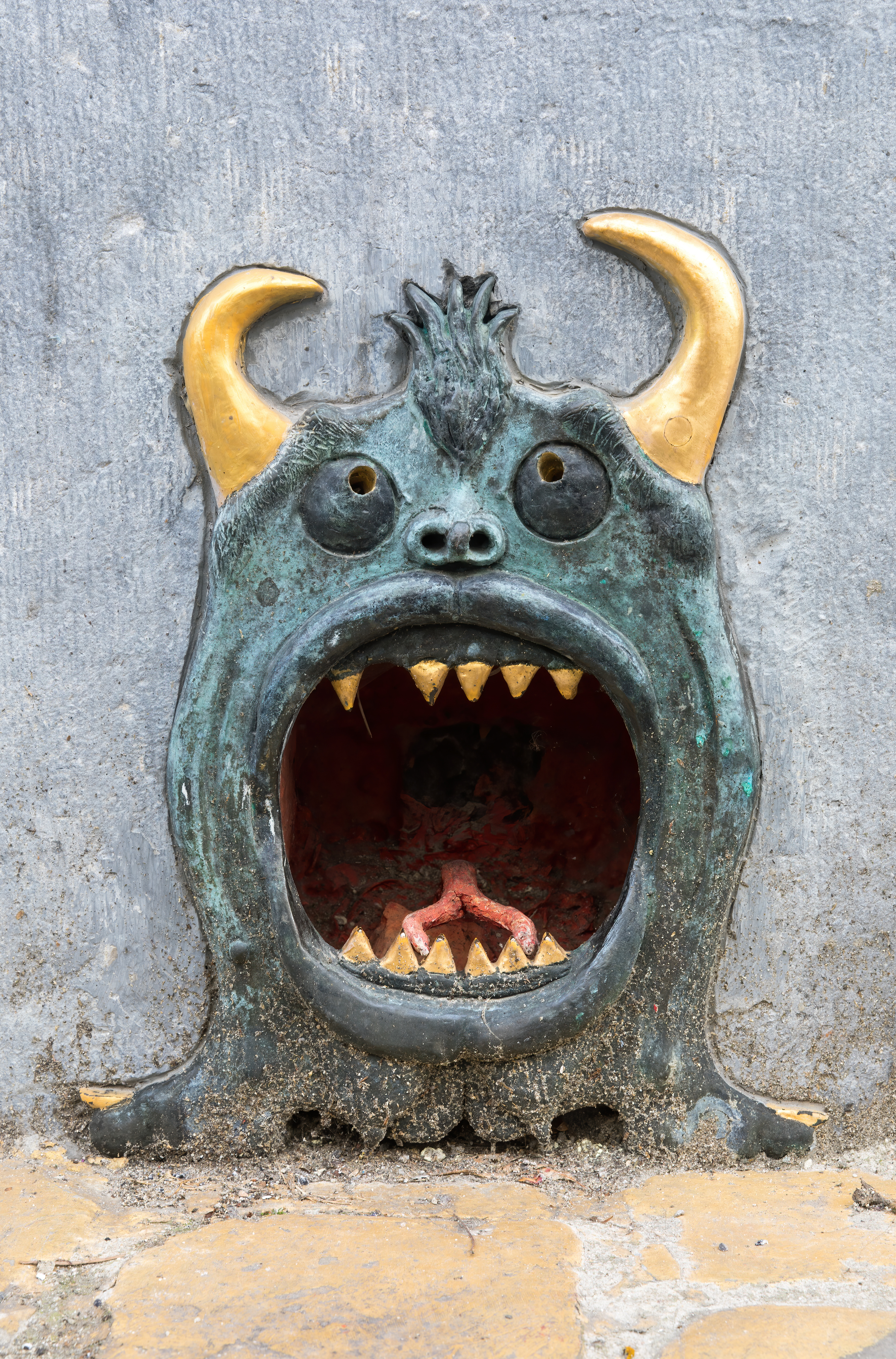
Relief de tête de diable au bas d'une façade d'un bâtiment de la rue du Grand Hospice, centre de Bruxelles, juin 2023.

- La Cathédrale Saints-Michel-et-Gudule
- Manneken Pis
- Le Palais de la Bourse
- Le Théâtre royal de la Monnaie
- Les Galeries royales Saint-Hubert
- L'Îlot Sacré

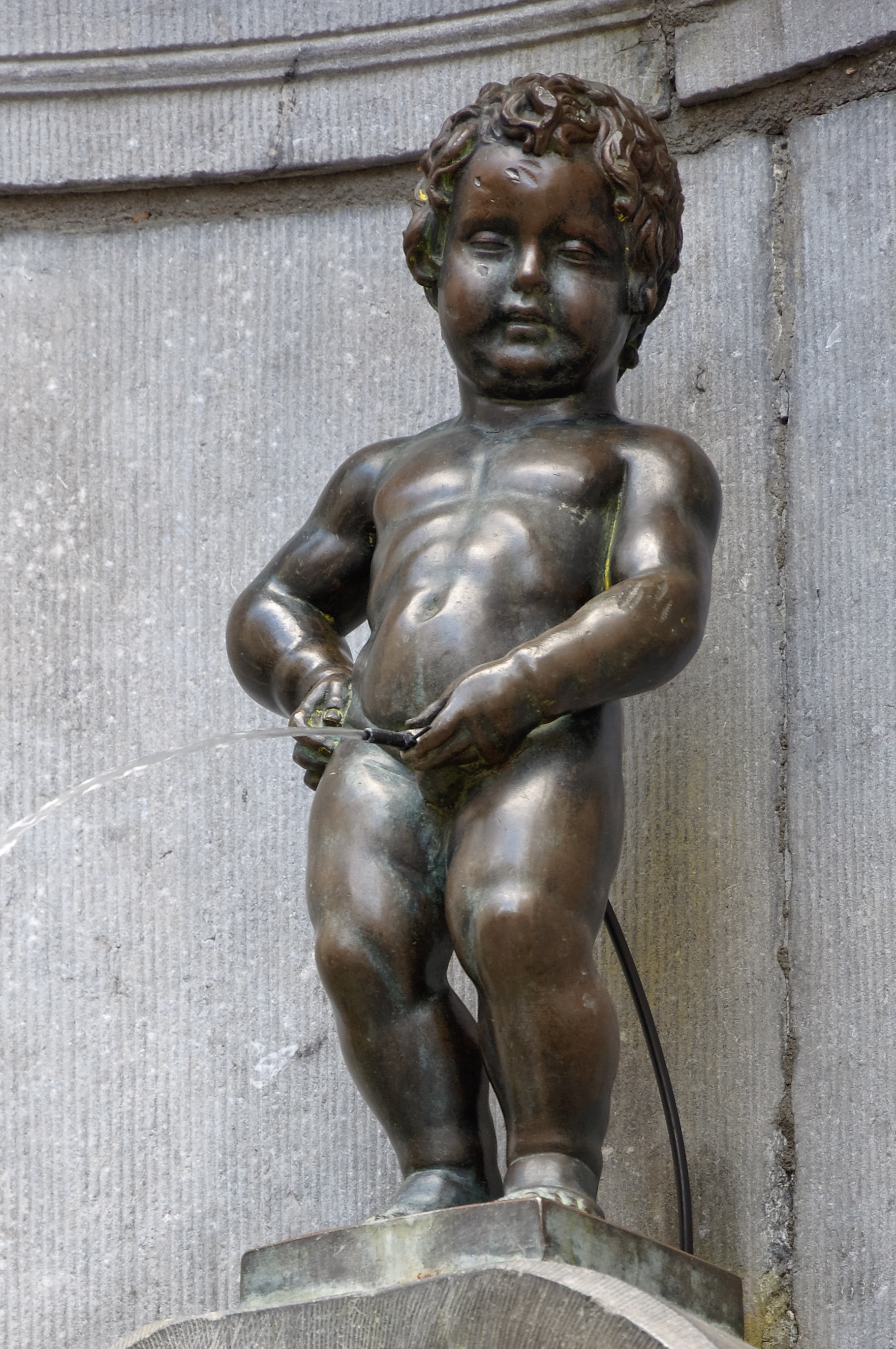
Manneken Pis.
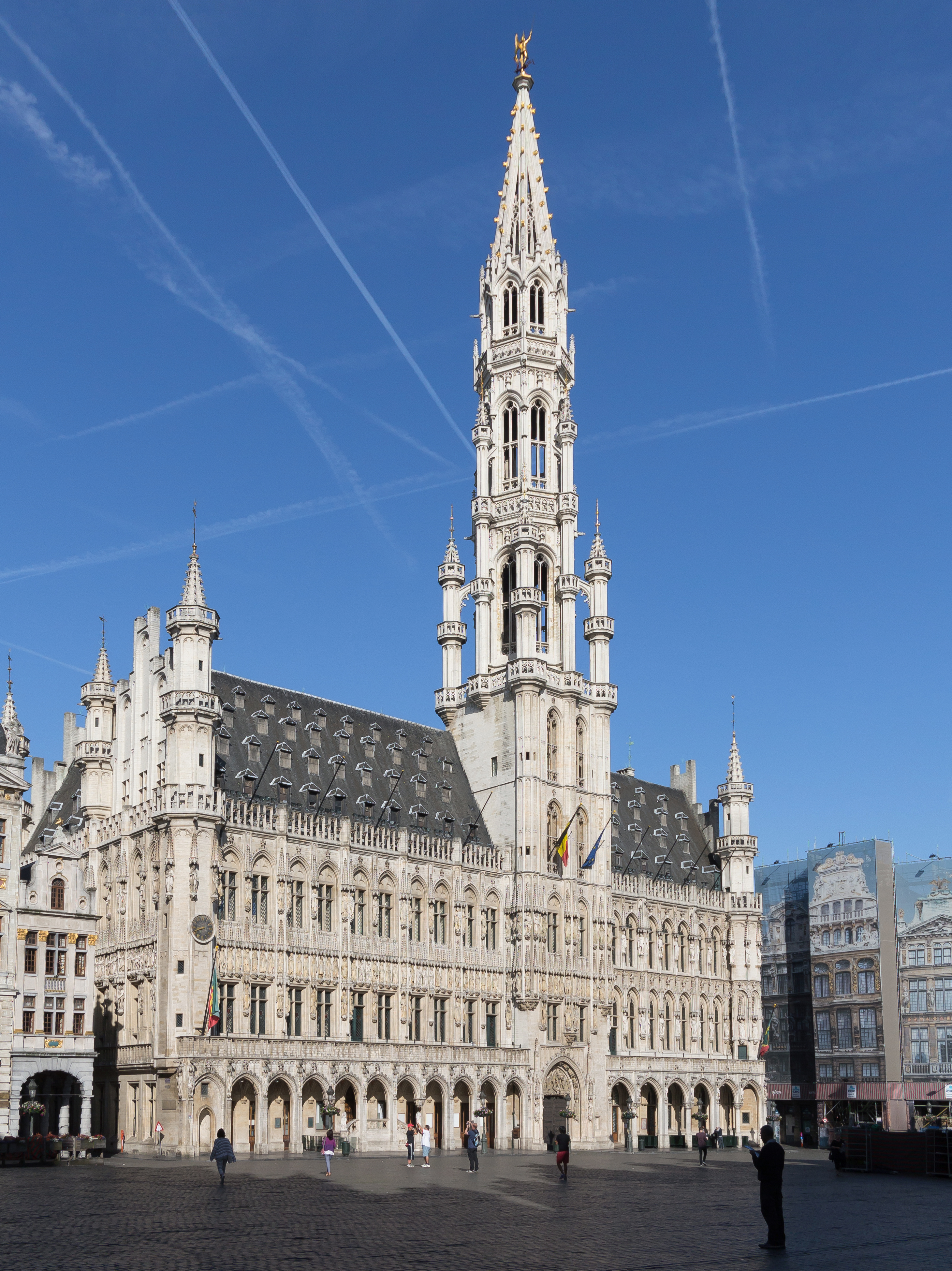
Hôtel de ville de Bruxelles.
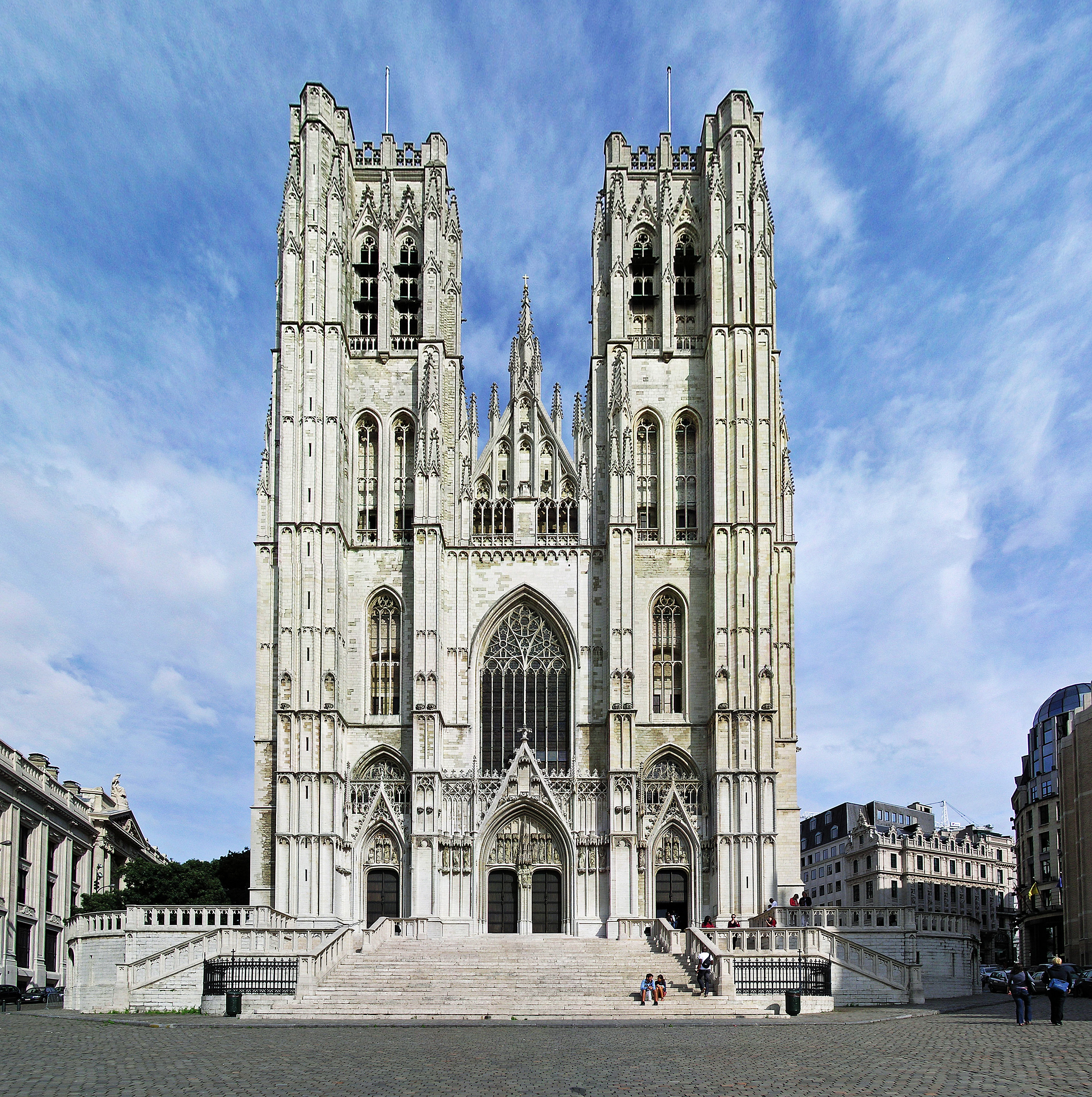
Cathédrale Saints-Michel-et-Gudule.
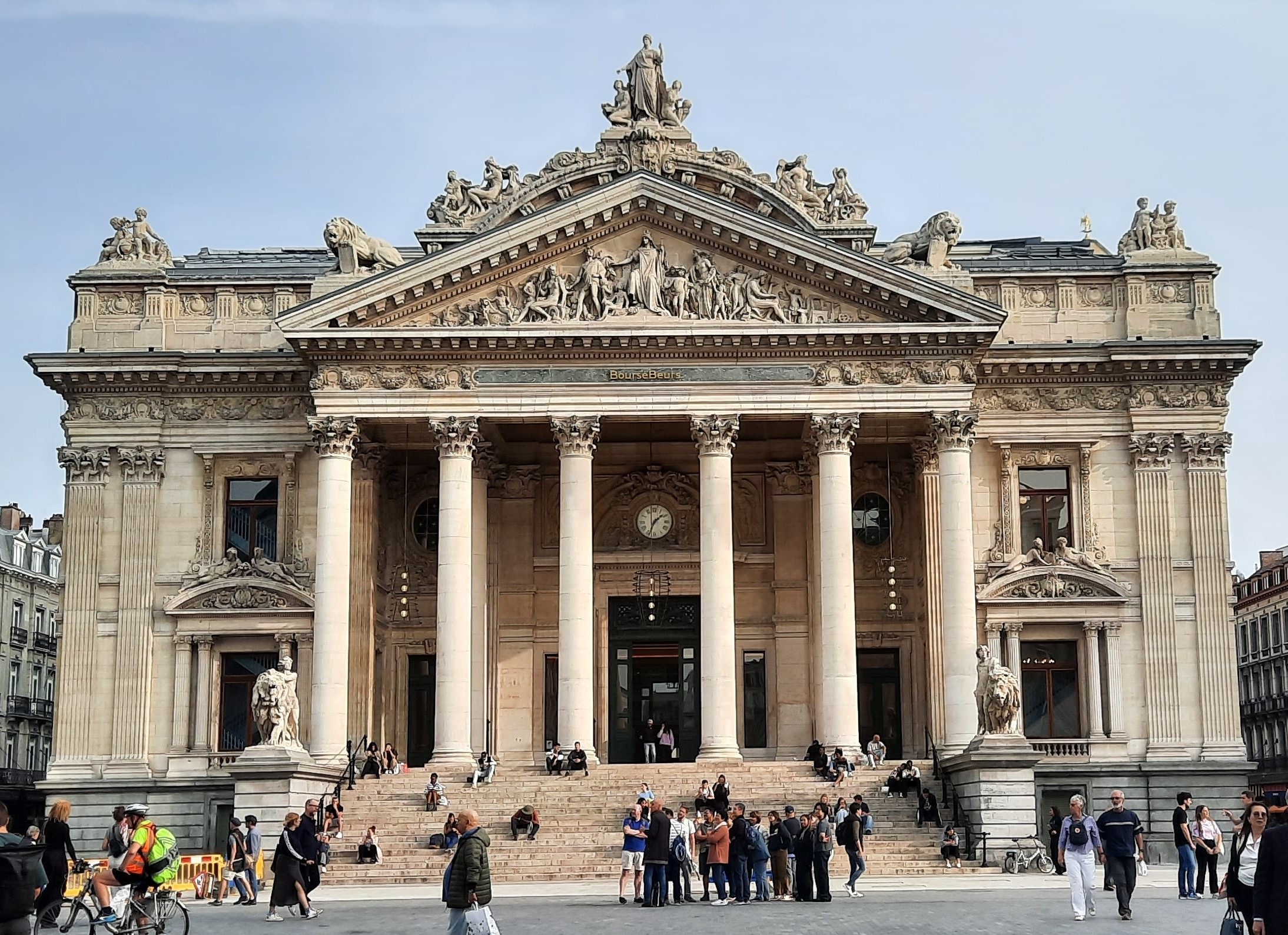
Palais de la Bourse.
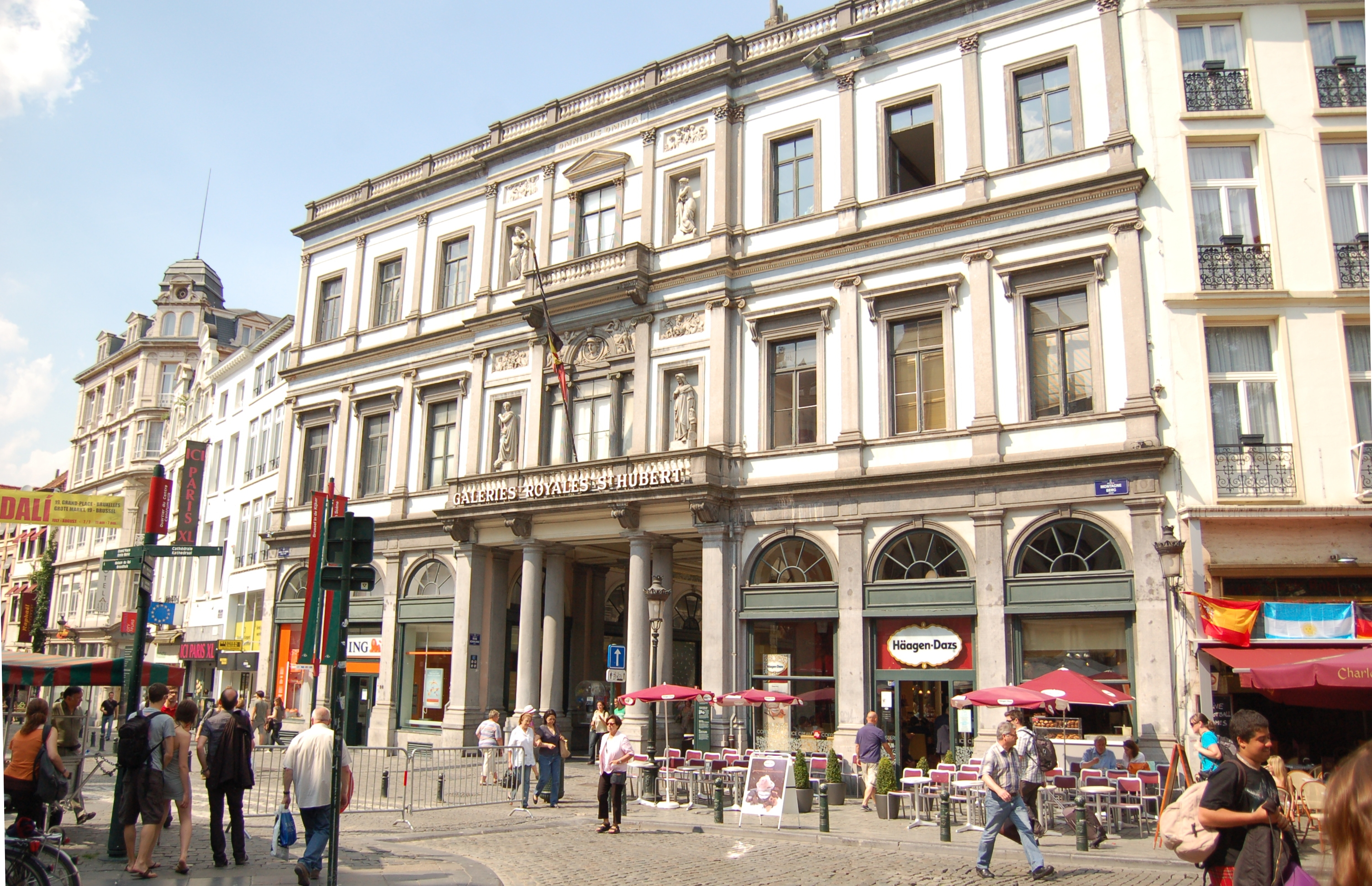
Galeries Royales Saint-Hubert.